# 舍瓦讷
舍瓦讷（法語：Chevannes，法語發音：[ʃəvan] ⓘ）是法国勃艮第-弗朗什-孔泰大区约讷省的一个市镇，属于欧塞尔区。

## 地理
舍瓦讷（47°45'6"N, 3°29'31"E）面积23.54 平方千米，位于法国勃艮第-弗朗什-孔泰大區约讷省，该省份为法国中北部内陆省份，西接卢瓦雷省，西北接塞纳-马恩省，南至涅夫勒省，东临科多尔省，东北与奥布省接壤。
与舍瓦讷接壤的市镇（或旧市镇、城区）包括：维勒法尔若、欧塞尔、埃康、日莱韦克、兰德里、普兰、瓦朗。

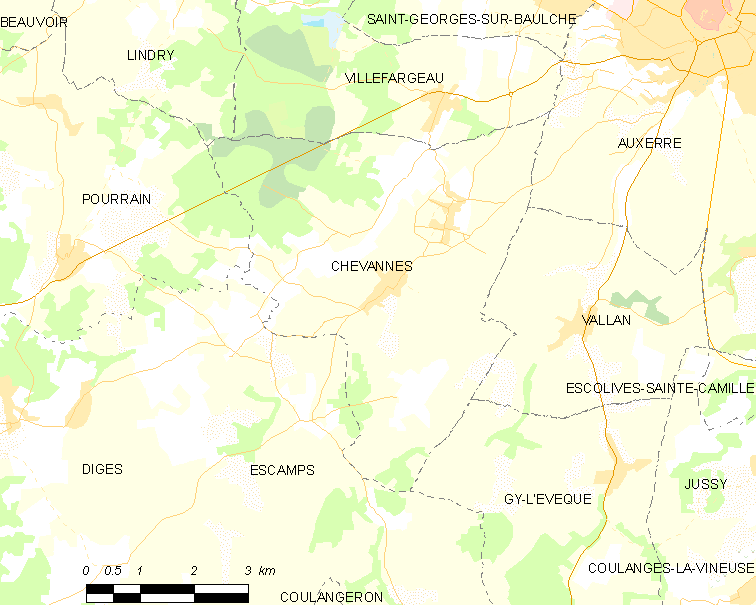
舍瓦讷的OSM定位图

舍瓦讷的时区为UTC+01:00、UTC+02:00（夏令时）。

## 行政
舍瓦讷的邮政编码为89240，INSEE市镇编码为89102。

## 政治
舍瓦讷所属的省级选区为欧塞尔第四县。

## 人口

1962-2008年间舍瓦讷人口变化图示

舍瓦讷于2022年1月1日时的人口数量为2145人。